# Frullania brittoniae
Frullania brittoniae là một loài Rêu trong họ Jubulaceae. Loài này được A. Evans mô tả khoa học đầu tiên năm 1897.